# Hibiscus ferreirae
Hibiscus ferreirae är en malvaväxtart som beskrevs av Paul Arnold Fryxell och Krapov.. Hibiscus ferreirae ingår i Hibiskussläktet som ingår i familjen malvaväxter. Inga underarter finns listade i Catalogue of Life.